# LEN Euro League Women
La LEN Euro League Women, nota anche come Eurolega di pallanuoto femminile, è il maggior trofeo continentale europeo riservato a squadre di club. Il torneo si disputa annualmente dal 1987 e fino al 1999 è stato denominato European Cup. In seguito, dal 1999 al 2013, ha avuto la denominazione di Champions Cup (o Coppa dei Campioni in Italia). A partire dalla stagione 2013-2014, con la nuova formula seguita all'abolizione della Coppa LEN, ha assunto il nome corrente. Hanno diritto a prendervi parte le vincitrici dei campionati nazionali, le seconde  e le terze classificate anche se, a seguito di rinunce a partecipare di alcuni club, può verificarsi l'eventualità che certe federazioni vengano rappresentate da quattro squadre.

## Formula
Il torneo si articola inizialmente in una doppia fase a gironi che varia annualmente in base al numero di formazioni iscritte. Questo numero può anche influire sull'eventualità di disputare entrambe le fasi, com'è avvenuto in occasione della prima edizione della nuova Euro League (stagione 2013-14) in cui il basso numero di squadre partecipanti ha indotto l'organizzazione a far disputare un solo turno preliminare a gironi.
Le prime due squadre di ciascun girone della seconda fase accedono ai Quarti di finale, che si disputano a eliminazione diretta su gare di andata e ritorno. Le vincenti dei quarti si qualificano per la Final Four.

## Albo d'oro
Il record di vittorie complessive (otto) e di vittorie consecutive (tre) è detenuto dalla società siciliana Orizzonte Catania, che ha vinto il titolo nel 2004, nel 2005 e nel 2006.
| Stagione          | Campione                              | Campione                              | Secondo posto                         | Secondo posto                         |
| ----------------- | ------------------------------------- | ------------------------------------- | ------------------------------------- | ------------------------------------- |
| European Cup      |                                       |                                       |                                       |                                       |
| 1987-88           | Donk Gouda                            | NLD                                   | Dauphins                              | FRA                                   |
| 1988-89           | Donk Gouda                            | NLD                                   | Vasutas                               | HUN                                   |
| 1989-90           | Nereus Zaandam                        | NLD                                   | Vasutas                               | HUN                                   |
| 1990-91           | Donk Gouda                            | NLD                                   | Volturno                              | ITA                                   |
| 1991-92           | Brandenburg                           | NLD                                   | Uraločka Zlatoust                     | RUS                                   |
| 1992-93           | Szentes                               | HUN                                   | Orizzonte CT                          | ITA                                   |
| 1993-94           | Orizzonte CT                          | ITA                                   | Nereus Zaandam                        | NLD                                   |
| 1994-95           | Nereus Zaandam                        | NLD                                   | Orizzonte CT                          | ITA                                   |
| 1995-96           | Nereus Zaandam                        | NLD                                   | Skif Mosca                            | RUS                                   |
| 1996-97           | Skif Mosca                            | RUS                                   | Nereus Zaandam                        | NLD                                   |
| 1997-98           | Orizzonte CT                          | ITA                                   | Skif Mosca                            | RUS                                   |
| 1998-99           | Skif Mosca                            | RUS                                   | Donk Gouda                            | NLD                                   |
| Champions Cup     |                                       |                                       |                                       |                                       |
| 1999-00           | Glyfádas                              | GRC                                   | Skif Mosca                            | RUS                                   |
| 2000-01           | Orizzonte CT                          | ITA                                   | Glyfádas                              | GRC                                   |
| 2001-02           | Orizzonte CT                          | ITA                                   | Uraločka Zlatoust                     | RUS                                   |
| 2002-03           | Glyfádas                              | GRC                                   | Dunaújváros                           | HUN                                   |
| 2003-04           | Orizzonte CT                          | ITA                                   | Glyfádas                              | GRC                                   |
| 2004-05           | Orizzonte CT                          | ITA                                   | Kinef Kiriši                          | RUS                                   |
| 2005-06           | Orizzonte CT                          | ITA                                   | Kinef Kiriši                          | RUS                                   |
| 2006-07           | Fiorentina                            | ITA                                   | Kinef Kiriši                          | RUS                                   |
| 2007-08           | Orizzonte CT                          | ITA                                   | Vouliagmeni                           | GRC                                   |
| 2008-09           | Vouliagmeni                           | GRC                                   | Orizzonte CT                          | ITA                                   |
| 2009-10           | Vouliagmeni                           | GRC                                   | Kinef Kiriši                          | RUS                                   |
| 2010-11           | Sabadell                              | ESP                                   | Orizzonte CT                          | ITA                                   |
| 2011-12           | Pro Recco                             | ITA                                   | Vouliagmeni                           | GRC                                   |
| 2012-13           | Sabadell                              | ESP                                   | Kinef Kiriši                          | RUS                                   |
| Euro League Women |                                       |                                       |                                       |                                       |
| 2013-14           | Sabadell                              | ESP                                   | Vouliagmeni                           | GRC                                   |
| 2014-15           | Olympiakos                            | GRC                                   | Sabadell                              | ESP                                   |
| 2015-16           | Sabadell                              | ESP                                   | UVSE                                  | HUN                                   |
| 2016-17           | Kinef Kiriši                          | RUS                                   | Olympiakos                            | GRC                                   |
| 2017-18           | Kinef Kiriši                          | RUS                                   | Sabadell                              | ESP                                   |
| 2018-19           | Sabadell                              | ESP                                   | Olympiakos                            | GRC                                   |
| 2019-20           | annullata per la Pandemia di COVID-19 | annullata per la Pandemia di COVID-19 | annullata per la Pandemia di COVID-19 | annullata per la Pandemia di COVID-19 |
| 2020-21           | Olympiakos                            | GRC                                   | Dunaújváros                           | HUN                                   |
| 2021-22           | Olympiakos                            | GRC                                   | Sabadell                              | ESP                                   |
| 2022-23           | Sabadell                              | ESP                                   | Mataró                                | ESP                                   |
| 2023-24           | Sabadell                              | ESP                                   | Olympiakos                            | GRC                                   |
| 2024-25           | Sant Andreu                           | ESP                                   | Sabadell                              | ESP                                   |

### Edizioni vinte per club
- Aggiornato dopo l'edizione 2024-2025

| Pos. | Squadra           | Num. | Anni                                           |
| ---- | ----------------- | ---- | ---------------------------------------------- |
| 1    | Orizzonte CT ()   | 8    | 1994, 1998, 2001, 2002, 2004, 2005, 2006, 2008 |
| 2    | Sabadell ()       | 7    | 2011, 2013, 2014, 2016, 2019, 2023, 2024       |
| 3    | Donk Gouda ()     | 3    | 1988, 1989, 1991                               |
| 3    | Nereus Zaandam () | 3    | 1990, 1995, 1996                               |
| 3    | Olympiakos ()     | 3    | 2015, 2021, 2022                               |
| 6    | Skif Mosca ()     | 2    | 1997, 1999                                     |
| 6    | Glyfádas ()       | 2    | 2000, 2003                                     |
| 6    | Vouliagmeni ()    | 2    | 2009, 2010                                     |
| 6    | Kinef Kiriši ()   | 2    | 2017, 2018                                     |
| 10   | Brandenburg ()    | 1    | 1991                                           |
| 10   | Szentes ()        | 1    | 1993                                           |
| 10   | Fiorentina ()     | 1    | 2007                                           |
| 10   | Pro Recco ()      | 1    | 2012                                           |
| 10   | Sant Andreu ()    | 1    | 2025                                           |

### Edizioni vinte per nazione
- Aggiornato dopo l'edizione 2024-2025

| Pos. | Nazione     | Vittorie |
| ---- | ----------- | -------- |
| 1    | Italia      | 10       |
| 2    | Spagna      | 8        |
| 3    | Paesi Bassi | 7        |
| 3    | Grecia      | 7        |
| 5    | Russia      | 4        |
| 6    | Ungheria    | 1        |

## Fonti
- (EN)  Regolamento ufficiale dal sito della LEN
- (EN)  Albo d'oro su Sports123.com Archiviato il 18 maggio 2011 in Internet Archive.
- (EN, ES)  Albo d'oro e formazioni vincenti su Allcompetitions.com